# Omphax rubriplaga
Omphax rubriplaga là một loài bướm đêm trong họ Geometridae.